# 帕薩科
13°59′N 90°12′W / 13.983°N 90.200°W
帕薩科（西班牙語：Pasaco），是危地馬拉的城鎮，位於該國東南部，由胡蒂亞帕省負責管轄，面積308平方公里，海拔高度107米，2002年人口8,344，人口密度每平方公里27.09人。